# 유전펀드
유전펀드(油田fund)란 민간 해외 자원 개발 사업을 위해 조성된 펀드를 말한다.

## 역사
해외자원개발펀드보험은 해외자원개발사업에 민간 투자를 촉진하고자 2006년 11월에 도입되었고 2008년  이명박 정부 출범 후 제도가 활성화됐지만 정권이 바뀐 뒤 자원외교가 비판을 받으면서 중단되었다

## 한국패러랠
2013년 3월 8일에 설정된 유전펀드로 국내 대표 유전펀드로 10년간의 펀드 만기를 앞두고 투자금의 40%를 날릴 위기에 처하였다

## 한국ANKOR유전
2012년 상장한 유전펀드로 투자자들의 돈을 모아 미국 앵커유전에 투자하는데 2024년 현재 모든 자산을 처분하고 현재 상장폐지만 남은 상태이다.

## 참고문헌
1. ↑  서종갑, '2500억 날린' 유전펀드, 무보 돈 받아 원금 90% 돌려준다, 서울경제, 2023-07-20
2. ↑  박민우, “돌려줄 돈 없다” 부실 유전펀드에 또 혈세 1864억, 동아일보, 2023-02-14
3. ↑  성상훈, 유전펀드의 배신…"40% 손실인데 환매도 못해요", 한국경제, 2023.01.26
4. ↑  성상훈, '투기판' 한국ANKOR유전 또 상한가, 한국경제, 2023.10.13
5. ↑  이승용, ‘2연속 上’ 한국ANKOR유전···실상은 껍데기만 남은 폐쇄형 펀드, 시사저널, 2024.06.04